# Perkeo (Schiff)
Die Perkeo war eine 1901 unter dem Namen Brilliant für die Londoner Reederei Anglo-American Oil Co. Ltd. gebaute Viermastbark. Sie war der Flying P-Liner mit der kürzesten Zeit im Besitz der Hamburger Reederei F. Laeisz, vom 16. Juli bis 6. August 1914.

## Beschreibung
Mit der Baunummer 475 durch Russell & Co., Port Glasgow, gebaut, lief im Mai 1901 das 107 m lange und mit 3.765 BRT vermessene Schiff mit der britischen Registriernummer ON-112846 (ON-Official number, seit 1855) vom Stapel. Im Januar 1902 folgte ihre nahezu baugleiche Schwester Daylight mit der britischen Registriernummer ON-114182 für den gleichen Reeder. Die Baukosten beliefen sich auf $ 270.000 (ca. £ 54.000).

## Geschichte
Die Londoner Reederei setzte die Viermastbark Brilliant für den Frachtverkehr nach Amerika ein. 1906 bis 1912 fuhr sie als Bell für Tank Storage & Carriage-Usmar J.H., London.
Am 16. Juli 1914 erwarb F. Laeisz das Schiff in New York. Es war zu der Zeit die größte Viermastbark der Reederei. Am 18. Juli 1914 ging es auf die Reise nach Hamburg unter dem Kommando des Windjammer-Kapitän Hinrich Nissen. Schon am 8. August wurde der mittlerweile in Perkeo umbenannte Laeisz-Segler im Ärmelkanal aufgebracht. Die Royal Navy eskortierte das Schiff nach London, wo es am 15. August eintraf. Das Prisengericht verfügte die Internierung der Besatzung und die Beschlagnahme des Schiffes.
1915 wurde es für £ 12.200 an Alf Monsen in Tønsberg, Norwegen, verkauft. Damit war die Perkeo das Schiff, das am kürzesten im Besitz von Laeisz war. Das Schiff wurde wieder umbenannt in Bell und erhielt das norwegische Flaggensignal WKDT. Das Schiff stand unter der Führung von Kapitän Thorvald Emil Ellingsen.
Am 30. März 1916 wurde das Schiff auf der Rückreise von Portland im US-Bundesstaat Oregon nach Falmouth mit einer Ladung Weizen bei Ouessant auf Position 48° 50′ 2″ N, 7° 40′ 1″ W, etwa 70 Meilen südwestlich der Scilly-Inseln, durch U 44 (KL Paul Wagenführ) versenkt. Der gesamten Besatzung gelang die Rückkehr nach Liverpool, nachdem sie durch den irischen Dampfer City of Stockholm gerettet worden waren.